# Brzeska Wola
Brzeska Wola – wieś w Polsce, położona w województwie mazowieckim, w powiecie białobrzeskim, w gminie Białobrzegi.
Wieś jest sołectwem w gminie Białobrzegi. Według Narodowego Spisu Powszechnego z roku 2011 wieś liczyła 206 mieszkańców i była szóstą co do liczby ludności miejscowością gminy.
Wierni Kościoła rzymskokatolickiego należą do parafii Świętej Trójcy w Białobrzegach.